# Urgleptes querci
Urgleptes querci là một loài bọ cánh cứng trong họ Cerambycidae.